# Paola Cavallino
Paola Cavallino (Genova, 6 giugno 1977) è un'ex nuotatrice italiana.

## Carriera
È una specialista della farfalla, e in particolare dei 200 metri, distanza su cui ha vinto un argento ai Campionati europei di Madrid 2004 e si è classificata al settimo posto alle Olimpiadi di Atene (miglior risultato di sempre di una farfallista italiana alle Olimpiadi, fino al quinto posto ottenuto nei 100 farfalla da Ilaria Bianchi a Londra 2012), unica italiana oltre a Federica Pellegrini a conquistare una finale individuale nel nuoto in quella edizione dei Giochi.
Dopo aver iniziato il percorso agonistico nei Nuotatori Rivarolesi, è passata al Multedo 1930 e quindi all'Andrea Doria.
Dopo le Olimpiadi di Atene ha interrotto l'attività agonistica per maternità, per poi ritornare alle competizioni.
Il suo miglior tempo nella sua specialità, i 200 farfalla, è di 2.09.24, tempo ottenuto al Trofeo Sette Colli di Roma nel 2008, che le ha permesso di partecipare alle Olimpiadi di Pechino, dove ha tuttavia conseguito un tempo maggiore. Ha dichiarato di voler terminare la propria carriera con la partecipazione ai campionati mondiali di nuoto 2009 a Roma, ma non è stata selezionata.
Ha inoltre partecipato a gare in acque libere, con alcuni risultati di rilievo (cinque successi nel miglio marino di Sturla).

## Palmarès
| Giochi olimpici              | 100 m farfalla          | 200 m farfalla          |
| 2004 Atene Grecia            | ---                     | 7ª 2'10"14              |
| 2008 Pechino Cina            | ---                     | 21ª in batteria 2'10"46 |
| Campionati europei           | 100 m farfalla          | 200 m farfalla          |
| 1997 Siviglia Spagna         | ---                     | 12ª in semifinale "     |
| 2004 Madrid Spagna           | 21ª in batteria 1'01"38 | Argento 2'09"27         |
| Europei in vasca corta       | 100 m farfalla          | 200 m farfalla          |
| 2003 Dublino Irlanda         | 23ª in batteria 1'00"98 | 5ª 2'08"63              |
| 2006 Helsinki Finlandia      | ---                     | 8ª in batteria 2'10"45  |
| Giochi del Mediterraneo      | 100 m farfalla          | 200 m farfalla          |
| 1997 Bari Italia             | ---                     | Oro 2'14"79             |
| 2001 Tunisi Tunisia          | 8ª 1'02"75              | Argento 2'13"85         |
| 2009 Pescara Italia          | ---                     | Bronzo 2'10"19          |
| Universiadi                  | 100 m farfalla          | 200 m farfalla          |
| 1997 Messina Italia          | ---                     | 6ª 2'18"34              |
| 1999 Palma di Maiorca Spagna | ---                     | 8ª 2'16"91              |
| 2001 Pechino Cina            | elim. in batteria "     | 6ª "                    |
| 2003 Daegu Corea del Sud     | ---                     | Argento 2'11"52         |

### Campionati italiani
13 titoli individuali, così ripartiti:
- 12 nei 200 m farfalla
- 1 nei 400 m misti

| Anno | Edizione    | farfalla 100 m | farfalla 200 m | misti 200 m | misti 400 m |
| ---- | ----------- | -------------- | -------------- | ----------- | ----------- |
| 1996 | Estivi      | -              | 1              | -           | -           |
| 1997 | Primaverili | -              | 1              | -           | -           |
| 1997 | Estivi      | -              | 2              | -           | -           |
| 1998 | Primaverili | -              | 3              | -           | -           |
| 1998 | Estivi      | -              | 1              | -           | -           |
| 1998 | Invernali   | 3              | 1              | -           | -           |
| 1999 | Primaverili | 3              | 2              | -           | -           |
| 1999 | Invernali   | -              | 2              | -           | 3           |
| 2000 | Primaverili | -              | 1              | -           | -           |
| 2000 | Estivi      | -              | 1              | -           | 1           |
| 2000 | Invernali   | 3              | 1              | 3           | 2           |
| 2001 | Primaverili | -              | 1              | 3           | 3           |
| 2001 | Estivi      | -              | 1              | 3           | 3           |
| 2001 | Invernali   | -              | 2              | -           | 3           |
| 2002 | Primaverili | -              | 2              | -           | 3           |
| 2002 | Estivi      | -              | 2              | 3           | -           |
| 2002 | Invernali   | -              | 2              | -           | -           |
| 2003 | Primaverili | 3              | 2              | -           | -           |
| 2003 | Estivi      | 2              | 2              | -           | -           |
| 2003 | Invernali   | -              | 2              | -           | -           |
| 2004 | Primaverili | -              | 1              | -           | -           |
| 2004 | Estivi      | -              | 2              | -           | -           |
| 2006 | Estivi      | -              | 1              | -           | -           |
| 2006 | Invernali   | -              | 2              | -           | -           |
| 2007 | Primaverili | -              | 3              | -           | -           |
| 2007 | Estivi      | -              | 2              | -           | -           |
| 2008 | Primaverili | -              | 1              | -           | -           |
| 2008 | Estivi      | -              | 2              | -           | -           |
| 2008 | Invernali   | -              | 2              | -           | -           |
| 2009 | Primaverili | -              | 2              | -           | -           |
| 2009 | Estivi      | -              | 3              | -           | -           |